# Ölbosjön (norra)
Ölbosjön (norra) är en sjö i Gävle kommun i Gästrikland och ingår i Dalälvens huvudavrinningsområde. Sjön har en area på 0,349 kvadratkilometer och ligger 61,2 meter över havet. Sjön avvattnas av vattendraget Ölboån.

## Delavrinningsområde
Ölbosjön (norra) ingår i det delavrinningsområde (670443-156828) som SMHI kallar för Utloppet av Ölbosjön (Norra). Medelhöjden är 69 meter över havet och ytan är 3,93 kvadratkilometer. Räknas de 4 avrinningsområdena uppströms in blir den ackumulerade arean 30,9 kvadratkilometer. Ölboån som avvattnar avrinningsområdet har biflödesordning 2, vilket innebär att vattnet flödar genom totalt 2 vattendrag innan det når havet efter 62 kilometer. Avrinningsområdet består mestadels av skog (83 procent). Avrinningsområdet har 0,34 kvadratkilometer vattenytor vilket ger det en sjöprocent på 8,7 procent.